# Distretto di Nangang (Harbin)
Il distretto di Nangang (南岗区S, Nángǎng QūP) è un distretto della Cina, situato nella provincia di Heilongjiang e amministrato dalla prefettura di Harbin.